# 小豆畑眞也
小豆畑 眞也（あずはた しんや、1988年7月22日 - ）は、岐阜県各務原市出身の元プロ野球選手（捕手）。

## 経歴

### プロ入り前
岐阜県立長良高等学校への在学中は甲子園と無縁で、卒業後に國學院大學へ進学。硬式野球部へ入部したが、環境に馴染めずに1年時に中退した。
國學院大學からの退学後に、中部学院大学経営学部経営学科へ改めて入学。東海地区大学野球連盟に加盟する硬式野球部で2年時の春から正捕手の座をつかむと、秋季リーグでMVPを受賞した。3年時の秋季リーグ終了時点で（國學院大學からの通算で）大学在籍4年目に達したため、中部学院大学の学籍を残したまま西濃運輸へ入社。日本学生野球協会の規定で卒業までの1年間は「大学生兼会社員」という立場で社会人野球に携わっていたが、入社1年目の2011年から正捕手に定着すると、同年の第82回都市対抗野球大会にも出場した。
2012年のNPBドラフト会議で、阪神タイガースから4巡目で指名。契約金5,000万円、年俸840万円（金額は推定）という条件で入団した。背番号は52。

### プロ入り後
2013年では、春季キャンプを一軍で迎えながら、キャンプの終了後から二軍生活に終始した。レギュラーシーズンでは、ウエスタン・リーグ52試合に出場。チームの捕手では最も多い49試合でマスクをかぶったが、打率.154、打点1と打撃面で低迷した。
2014年には、梅野隆太郎や鶴岡一成の入団で捕手が増えたことに加えて、ウエスタン・リーグの公式戦でも小宮山慎二が捕手に起用される試合が増加。それでも、捕手としては小宮山に次ぐ34試合（代打起用を含めると36試合）に出場すると、打率.267を記録した。
2015年以降も一軍昇格や公式戦での本塁打がないまま、2018年10月30日に球団から戦力外通告を受けたことを機に現役を引退。

### 現役引退後

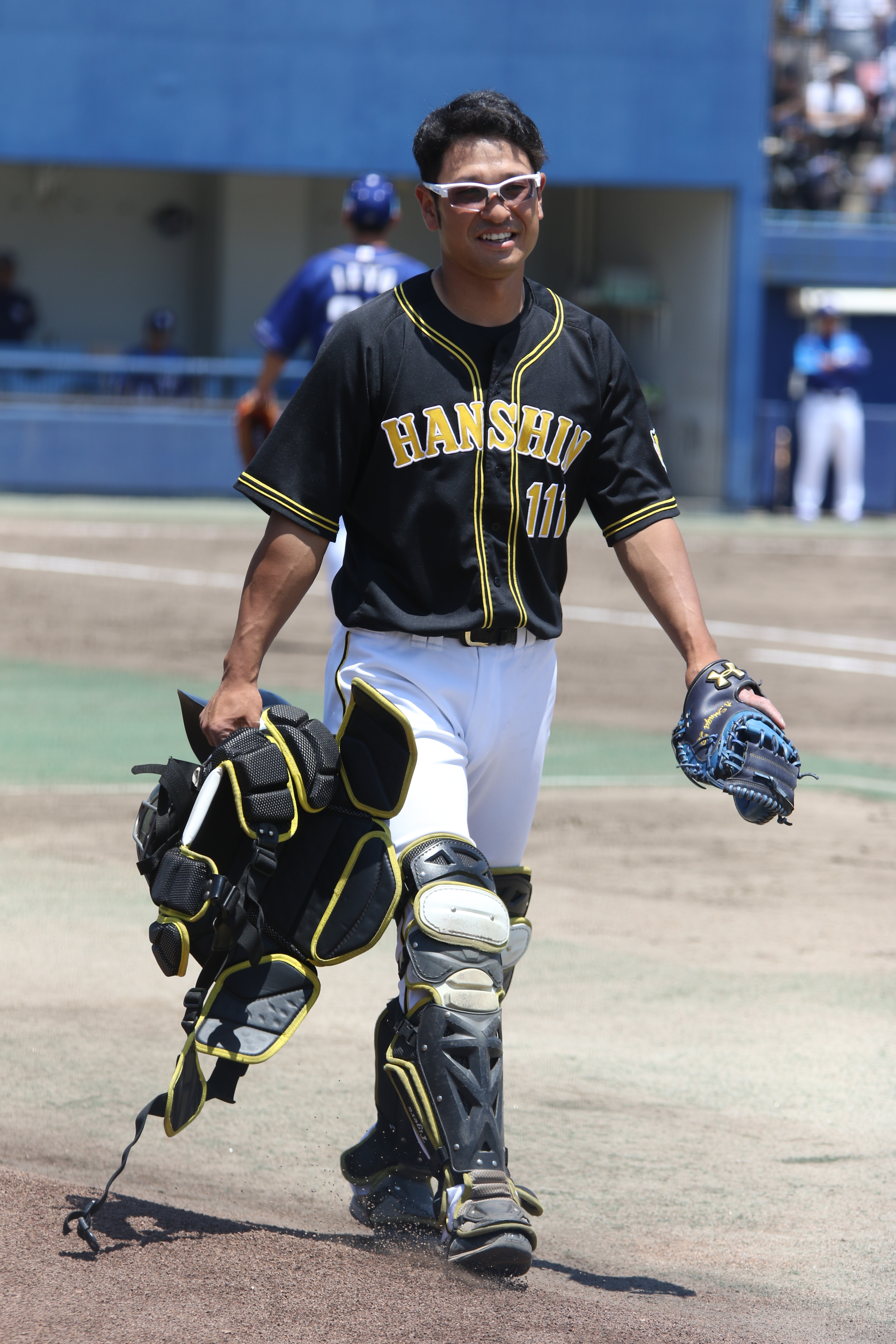
ファームサブマネージャー兼ブルペン捕手時代の小豆畑
（2019年5月25日、ナゴヤ球場にて）

2019年以降も、阪神に球団職員として在籍。同年は、球団本部のチーム運営部で、ファームのサブマネジャーとブルペン捕手を兼務した。小宮山が同年限りで現役を引退（ブルペン捕手へ転身）したことを背景に、2020年からファームのサブマネジャー職に専念。

## 選手としての特徴
捕球から二塁への最速送球時間が手動計測で1.7秒台、平均送球時間1.8秒前後とされる強肩が持ち味。フットワークも良く、阪神への入団記者会見では、セントラル・リーグで盗塁王のタイトルを獲得した経験を持つ大島洋平との対戦を希望した。
その一方で、西濃運輸時代から打線の下位に組み込まれることが多く、打撃面については阪神への入団前から不安が持たれていた。

## 人物
実父は成田山名古屋別院大聖寺（愛知県犬山市）の僧侶で、毎年1月には地元球団の中日から、首脳陣やナインがシーズンの必勝祈願を目的に参詣。小豆畑が阪神へ入団した2013年にも、実父が僧侶として必勝祈願に臨んでいた。
苗字の小豆畑は、「日本全国でもおよそ200世帯しか付けていない」とされる。もっとも、本人は小豆が苦手という。

## 詳細情報

### 年度別打撃成績
一軍公式戦出場なし

### 背番号
- 52 （2013年 - 2018年）
- 111 （2019年）

### 登場曲
- 「ピエロ」B'z（2013年、2014年）
- 「Mighty Long Fall」ONE OK ROCK（2015年）
- 「キミシダイ列車」ONE OK ROCK（2016年）
- 「Taking Off」ONE OK ROCK（2017年）
- 「Start Again」ONE OK ROCK（2018年）